# The Sun Don't Lie
The Sun Don't Lie è un album di Marcus Miller pubblicato nel 1993, di genere Jazz rock e dedicato a Miles Davis.

## Tracce
1. "Panther" – 6:02
2. "Steveland" –	7:21
3. "Rampage" – 5:48
4. "Sun Don't Lie" – 6:29
5. "Scoop" – 5:59
6. "Mr. Pastorius" – 1:25
7. "Funny (All She Need Is Love)" (Miller, Boz Scaggs) – 5:26
8. "Moons" – 4:52
9. "Teen Town" (Jaco Pastorius) – 4:55
10. "Juju"  (Miller, Wayne Shorter) – 6:03
11. "The King Is Gone (For Miles)" – 6:05

## Musicisti
- Don Alias  – percussioni, conga
- Poogie Bell  – batteria
- Dean Brown  – chitarra
- Hiram Bullock  – chitarra
- Jonathan Butler  – chitarra
- Will Calhoun  – batteria
- Paulinho Da Costa  – percussioni
- Miles Davis  – trumpet
- Steve Ferrone  – batteria, charleston, grancassa
- Kenny Garrett  – sax alto
- Omar Hakim  – cimbalo, batteria
- Everette Harp  – sax alto e soprano
- Paul Jackson, Jr.  – chitarra ritmica
- Sal Marquez  – tromba
- Marcus Miller  – clarinetto bass, basso, chitarra ritmica, tastiere, programmazione, produzione, programmazione della batteria
- Andy Narell  – Steel drums
- Eric Persing  – Programmazione
- Vernon Reid  – chitarra
- Philippe Saisse  – tastiere, programmazione
- Joe Sample  – pianoforte
- David Sanborn  – sax alto
- Wayne Shorter  – sax soprano e tenore
- Michael "Patches" Stewart  – tromba
- Steve Thornton  – percussioni
- Kirk Whalum  – sax tenore
- Lenny White  – percussioni, batteria
- Maurice White  – campionamento vocale
- Michael White – batteria
- Christian "Wicked" Wicht  – tastiere
- Tony Williams  – batteria